# Вортінгтон (Пенсільванія)
Вортінгтон (англ. Worthington) — місто (англ. borough) в США, в окрузі Армстронг штату Пенсільванія. Населення — 594 особи (2020).

## Географія
Вортінгтон розташований за координатами 40°50′17″ пн. ш. 79°38′6″ зх. д. / 40.83806° пн. ш. 79.63500° зх. д. (40.837987, -79.635032).  За даними Бюро перепису населення США в 2010 році місто мало площу 1,78 км², уся площа — суходіл.

## Демографія
Згідно з переписом 2010 року, у селищі мешкало 639 осіб у 255 домогосподарствах у складі 180 родин. Густота населення становила 359 осіб/км².  Було 282 помешкання (158/км²).
Расовий склад населення:
| - 99,1 % — білих - 0,3 % — чорних або афроамериканців - 0,2 % — азіатів |

До двох чи більше рас належало 0,3 %. Частка іспаномовних становила 0,6 % від усіх жителів.
За віковим діапазоном населення розподілялося таким чином: 20,3 % — особи молодші 18 років, 64,4 % — особи у віці 18—64 років, 15,3 % — особи у віці 65 років та старші. Медіана віку мешканця становила 42,1 року. На 100 осіб жіночої статі у селищі припадало 97,8 чоловіків;  на 100 жінок у віці від 18 років та старших — 102,8 чоловіків також старших 18 років.
Середній дохід на одне домашнє господарство  становив 52 136 доларів США (медіана — 38 942), а середній дохід на одну сім'ю — 58 404 долари (медіана — 52 500). Медіана доходів становила 41 354 долари для чоловіків та 36 250 доларів для жінок. За межею бідності перебувало 14,7 % осіб, у тому числі 14,4 % дітей у віці до 18 років та 7,3 % осіб у віці 65 років та старших.
Цивільне працевлаштоване населення становило 294 особи. Основні галузі зайнятості: освіта, охорона здоров'я та соціальна допомога — 34,4 %, роздрібна торгівля — 11,2 %, виробництво — 9,2 %.